# Simulium juxtadamnosum
Simulium juxtadamnosum är en tvåvingeart som beskrevs av Gouteux 1978. Simulium juxtadamnosum ingår i släktet Simulium och familjen knott.
Artens utbredningsområde är Kongo. Inga underarter finns listade i Catalogue of Life.